# Astrapaios
Astrapaios (altgriechisch Ἀστραπαῖος Astrapaíos, deutsch ‚voller Blitze‘) ist eine Epiklese des griechischen Gottes Zeus.
In Delphi wurde in unregelmäßigen Abständen das von Athen ausgerichtete Fest Pythaïs zu Ehren des Gottes Apollon gehalten. Um den Zeitpunkt für das Fest zu bestimmen, fanden sich die dafür zuständigen Priester an drei aufeinanderfolgenden Tagen dreier aufeinanderfolgender Monate an einem Brandaltar des Zeus Astrapaios ein, der sich am Harma genannten Bergrücken des Parnass befand. Das von Zeus Astrapaios erwartete Zeichen war ein Blitz; wurde in diesen Tagen kein Blitz gesichtet, so fanden die Pythaïs nicht statt.
Inschriftlich ist ein mehrtägiges Fest bekannt, das Zeus Astropaios zu Ehren in Antandros gefeiert wurde.